# Monolith Productions
Monolith Productions (o simplemente Monolith) era una empresa desarrolladora de videojuegos, con sede en Kirkland (Washington). Monolith es también conocida por el desarrollo del motor gráfico de juego (anteriormente conocido como) Lithtech, que ha utilizado para la mayoría de sus juegos. Entre 1997 y 1999, Monolith también publicó juegos, algunos desarrollados por el estudio, otros por parte de terceros.
La tecnología desarrollada internamente por Monolith se encuentra actualmente disponible para ser utilizada por third-parties a través de la empresa Touchdown Entertainment.
Monolith Productions fue adquirida por  Warner Bros. en 2004, a través de su división Warner Bros. Interactive Entertainment.
Warner Bros. anunció su cierre el 25 de febrero de 2025 debido a restructuración interna.

## Videojuegos de Monolith Productions

### Desarrollados por Monolith Productions
- La Tierra Media: Sombras de Guerra (2017) (Windows, Xbox One, PlayStation 4)
- La Tierra Media: Sombras de Mordor (2014) (Windows, Xbox 360, PlayStation 3, Xbox One, PlayStation 4)
- Guardianes de la Tierra Media (2012) (Windows, Xbox 360, PlayStation 3, Xbox One, PlayStation 4)
- Gotham City Impostors (2012) (Windows, Xbox 360, PlayStation 3)
- F.E.A.R. 2: Project Origin (2009) (Windows, Xbox 360, PlayStation 3)
- Condemned 2: Bloodshot (2008) (Xbox 360, PlayStation 3)
- Condemned: Criminal Origins (2005) (Windows, Xbox 360)
- F.E.A.R. (2005) (Windows, Xbox 360, PlayStation 3)
- The Matrix Online (2005) (Windows)
- Contract J.A.C.K. (2003) (Windows)
- Tron 2.0 (2003) (Windows)
  - Tron 2.0: Killer App (2004) (Xbox) — Co-desarrolladora
- No One Lives Forever 2: A Spy in H.A.R.M.'s Way (2002) (Windows, Mac OS X)
- Aliens vs. Predator 2 (2001) (Windows)
- No One Lives Forever (2000) (Windows, PlayStation 2, Mac OS X)
  - No One Lives Forever Game of the Year Edition (2001) (Windows)
- Sanity: Aiken's Artifact (2000) (Windows)
- Gruntz (1999) (Windows)
- Blood II: The Chosen (1998) (Windows)
  - Blood II: The Chosen - The Nightmare Levels (1998) (expansión para Windows)
- Shogo: Mobile Armor Division (1998) (Windows)
- Get Medieval (1998) (Windows)
- Claw (1997) (Windows)
- Blood (1997) (Windows)
  - Blood Plasma Pak (1997) (Windows)